# François Gardier
François Gardier (* 27. März 1903 in Ayeneux; † 15. Februar 1971 in Seraing) war ein belgischer Radrennfahrer.

## Sportliche Laufbahn
Gardier war im Straßenradsport aktiv. Von 1927 bis 1937 war er Unabhängiger und Berufsfahrer. 1933 siegte er im Eintagesrennen Lüttich–Bastogne–Lüttich vor Roger Dewolf. 1934 war er in der Belgien-Rundfahrt erfolgreich, 1935 im Grand Prix de la Famenne. Die Belgien-Rundfahrt hatte er bereits 1927 in der Klasse der Unabhängigen gewonnen.
Zweiter wurde Gardier 1933 bei Brüssel–Ayeneux, Dritter bei Lüttich–Bastogne–Lüttich 1930. 1934 und 1935 wurde er jeweils Vierter bei Lüttich–Bastogne–Lüttich. 
In der Vuelta a España 1935 war Gardier ausgeschieden. 1933 wurde er 21. in der Tour de Suisse, 1934 kam er auf den 5. Platz.